# 霍萊興格拉本河
49°46′01″N 9°53′46″E / 49.766926°N 9.896164°E
霍萊興格拉本河（德語：Hohleichengraben），是德國的河流，位於該國東南部，由巴伐利亞負責管轄，屬於格克斯格拉本河的右支流，河道全長1.5公里，流域面積1.4平方公里，流經維爾茨堡。